# National Rugby League 1968
La New South Wales Rugby Football League de 1968 fue la 61.ª edición del torneo de rugby league más importante de Australia.

## Formato
Los clubes se enfrentaron en una fase regular de todos contra todos, los cuatro equipos mejor ubicados al terminar esta fase clasificaron a la postemporada.
Se otorgaron 2 puntos por el triunfo, 1 por el empate y ninguno por la derrota.

## Desarrollo

### Tabla de posiciones
| Pos. | Equipo                        | Encuentros | Encuentros | Encuentros | Encuentros | Tantos | Tantos | Tantos | Puntos |
| Pos. | Equipo                        | PJ         | PG         | PE         | PP         | F      | C      | Dif    | Puntos |
| ---- | ----------------------------- | ---------- | ---------- | ---------- | ---------- | ------ | ------ | ------ | ------ |
| 1    | South Sydney Rabbitohs        | 22         | 16         | 0          | 6          | 394    | 271    | +123   | 32     |
| 2    | Manly-Warringah Sea Eagles    | 22         | 15         | 1          | 6          | 379    | 282    | +97    | 31     |
| 3    | St. George Dragons            | 22         | 13         | 3          | 6          | 416    | 320    | +96    | 29     |
| 4    | Eastern Suburbs Roosters      | 22         | 14         | 1          | 7          | 362    | 274    | +88    | 29     |
| 5    | Balmain Tigers                | 22         | 14         | 0          | 8          | 393    | 284    | +109   | 28     |
| 6    | Parramatta Eels               | 22         | 12         | 1          | 9          | 308    | 284    | +24    | 25     |
| 7    | Western Suburbs Magpies       | 22         | 12         | 0          | 10         | 328    | 279    | +49    | 24     |
| 8    | Penrith Panthers              | 22         | 11         | 0          | 11         | 298    | 352    | -54    | 22     |
| 9    | Canterbury-Bankstown Bulldogs | 22         | 9          | 1          | 12         | 259    | 301    | -42    | 19     |
| 10   | Cronulla-Sutherland Sharks    | 22         | 6          | 0          | 16         | 259    | 405    | -146   | 12     |
| 11   | North Sydney Bears            | 22         | 4          | 0          | 18         | 259    | 388    | -129   | 8      |
| 12   | Newtown Jets                  | 22         | 2          | 1          | 19         | 257    | 472    | -215   | 5      |

|  | Postemporada. |

### Postemporada

#### Semifinales
| 31 de agosto | St. George Dragons | 17 - 10 | Eastern Suburbs |  |  |

| 7 de septiembre | South Sydney Rabbitohs | 15 - 23 | Manly-Warringah Sea Eagles |  |  |

#### Final preliminar
| 14 de septiembre | South Sydney Rabbitohs | 20 - 8 | St. George Dragons |  |  |

#### Final
| 21 de septiembre | Manly-Warringah Sea Eagles | 9 - 13 | South Sydney Rabbitohs | Sydney Cricket Ground, Sídney   |  |
|                  |                            |        |                        | Asistencia: 54.255 espectadores |  |

| Bandera de Australia           |
| Campeón South Sydney Rabbitohs |
| Décimo octavo título           |